# 统计用区划代码
统计用区划代码，是中华人民共和国国家统计局为便于统计调查中各级行政区划及经济开发区等非行政区划单位的数据维护与汇总，根据《统计用区划代码》（国家统计局令第14号）及《统计用区划代码和城乡划分代码编制规则》（国统字〔2009〕91号）编制的一种地理编码。根据国家统计局的说明，“统计用区划代码和城乡划分代码用于统计工作，需要在其他工作中使用时，请务必结合有关实际情况。”

## 沿革
2010年6月2日，国家统计局局长签署国家统计局令第14号，公布实施《统计用区划代码》和《统计用城乡划分代码》。其中对开发区等非行政区赋码作了规定，如2017年版统计用区划代码发布说明指出，“为满足统计调查工作组织和数据汇总的需要，国家统计局对一些符合条件的开发区编制了统计汇总识别码”。

## 编码规则

### 县级以上各级行政区
县级以上各级行政区的统计用区划代码一般统一采用国家标准《中华人民共和国行政区划代码》赋予的代码；其他统计用区划代码由国家统计局自行编制。

### 县处级以上经济开发区
未设置行政区的县级或副县级开发区在《统计用区划代码》的县级码段为71−80，唯应同时满足以下条件：
1. 国家和省人民政府正式批准成立的开发区；
2. 开发区的管理等同于县级人民政府，行使县级人民政府的管理职能，即管理开发区内的社会公共事务；
3. 开发区至少管理一个乡级单位；
4. 开发区管委会成立并运作两年及以上。

较典型的例子有：
- 江苏省苏州市苏州工业园区，统计用区划代码为320571；
- 湖南省怀化市洪江管理区，统计用区划代码为431271；
- 甘肃省兰州市兰州新区，统计用区划代码为620171。

还有一些较特殊的未设置行政区的副县处级以上行政管理区，例如：
- 黑龙江省大兴安岭地区加格达奇区、松岭区、新林区、呼中区，统计局分別赋码232761−232764；
- 青海省海西蒙古族藏族自治州大柴旦行政委员会，统计用区划代码为632857。

迄今为止，统计局唯一赋予的地级统计用区划代码，是河北省雄安新区，但与上述县级统计用区划代码不同，其获赋予133100。

### 类似乡级单位
不属于行政区划的乡镇一级经济开发区、工矿区、农场等“类似乡级单位”，乡级代码范围为400−599。
较典型的例子有：
- 河北省宁晋县大曹庄管理区，统计用区划代码为130528401；
- 安徽省安庆市皖河农场，统计用区划代码为340803500；
- 湖北省沙洋监狱管理局，统计用区划代码为420822450；
- 新疆生产建设兵团的各个团场，统计用区划代码乡级代码为501−599。

另外，“198”是县直辖村级单位的汇总码。适用于部分已由市辖区直管社区的城市，如统计用区划代码“340705198”，代表安徽省铜陵市铜官区直辖社区的汇总码。

### 基层群众性自治组织
中华人民共和国的乡级行政区按居民居住区域划分，下设农村村民委员会（内蒙古自治区的若干村级区域称牧民委员会）、城市社区居民委员会，作为基层群众性自治组织。基层群众性自治组织接受乡级行政区人民政府的指导，但不属于一级行政区划。
国家统计局根据国家标准GB/T 2260和GB/T 10114编制的《统计用区划代码和城乡划分代码》对基层群众性自治组织的代码作了规定，基层群众性自治组织统计用区划代码由十二位数字组成：
| 1    | 1    | 0    | 1    | 0    | 1    | 0    | 0    | 1    | 0    | 0    | 1    |
| 省级 | 省级 | 地级 | 地级 | 县级 | 县级 | 乡级 | 乡级 | 乡级 | 村级 | 村级 | 村级 |

其中头九位数字是根据国家标准编制的行政区划代码，第十至第十二位数字为村级代码：
- 001−199表示居民委员会（社区）；
- 200−399表示村民委员会（行政村）、牧民委员会（嘎查）。

### 类似村级单位
村一级的园区、工矿区、农场等“类似村级单位”，村级代码为400−599（498、598除外）。
- 400−499表示类似居民委员会（不含498）；
- 500−599表示类似村民委员会（不含598）；
- 498表示虚拟居民委员会；
- 598表示虚拟村民委员会。

另外，“398”是用来赋予乡级单位直接管辖村民小组单位的代码。

## 统计用区划代码与行政区划代码的差异
《中华人民共和国宪法通释》指出，“一些地方政府为发展当地经济，在某一区域设立特殊的经济开发区，这些经济开发区不得设立政权机关，也不是一级行政区划”。因各种经济开发区（或工业园区）并不是行政区划，故民政部对于各类“开发区”均不编制行政区划代码。但由于统计数据汇总及管理等实际需要，确实有必要赋予这些单位独立的代码，故国家统计局针对此类开发区等非行政区自行编制了统计用区划代码。
因经济开发区等非行政区的统计用区划代码、乡级行政区的统计用区划代码均由国家统计局自行编制，与民政部门编制的行政区划代码并不存在继承关系，所以二者往往会存在差异。
如，国家统计局赋予黑龙江省大兴安岭地区加格达奇区统计用区划代码232701，但漠河县于2018年撤县设市时，民政部赋予漠河市行政区划代码232701。为避免引起混乱，国家统计局其后为加格达奇区另赋统计用区划代码232761。
2003年，福建省漳州市龙海市撤销石码镇，改设石码街道，虽民政部已以“石码街道”标注该地名，行政区划代码为350681001，但国家统计局仍以“石码镇”标注该地名，统计用区划代码为350681100。直至2021年龙海市改设龙海区后，国家统计局才改称“石码街道”并修改统计用区划代码为350604001。
民政部收录江苏省苏州市太仓市娄东街道和陆渡街道，分别赋行政区划代码320585001和320585002，但国家统计局未收录上述两个街道，并将两个街道辖区列入类似乡级单位太仓港经济技术开发区（统计用区划代码赋码320585401）。
民政部与国家统计局在乡级行政区的代码编制亦有较多差异。如内蒙古自治区包头市达尔罕茂明安联合旗，全旗12个乡、镇、苏木中，只有2个镇是两个部门都赋予了同一代码。
| 行政区名称         | 2017年行政区划代码 | 2017年统计用区划代码 |
| ------------------ | ------------------ | -------------------- |
| 达尔罕茂明安联合旗 | 15 02 23 000       | 15 02 23 000         |
| 百灵庙镇           | 15 02 23 100       | 15 02 23 104         |
| 满都拉镇           | 15 02 23 101       | 15 02 23 102         |
| 希拉穆仁镇         | 15 02 23 102       | 15 02 23 103         |
| 明安镇             | 15 02 23 103       | 15 02 23 107         |
| 巴音花镇           | 15 02 23 104       | 15 02 23 108         |
| 石宝镇             | 15 02 23 105       | 15 02 23 105         |
| 乌克忽洞镇         | 15 02 23 106       | 15 02 23 106         |
| 达尔罕苏木         | 15 02 23 216       | 15 02 23 213         |
| 巴音敖包苏木       | 15 02 23 217       | 15 02 23 215         |
| 查干哈达苏木       | 15 02 23 218       | 15 02 23 214         |
| 西河乡             | 15 02 23 219       | 15 02 23 216         |
| 小文公乡           | 15 02 23 220       | 15 02 23 217         |